# Cado
Der Cado war ein italienisches und griechisches Volumenmaß und ein sogenanntes Getreidemaß. Das Hohlmaß war in Italien auf die Ionische Insel Santa Maura beschränkt.
Das Maß war der Menge nach dem ¾ Moggio der Insel Korfu gleich.
- 1 Cado = 3074,7 Pariser Kubikzoll = 60 19/20 Liter (= 61 Liter[1])
- 1 Cado = 8 Crivelli